# 2014年クリミア危機
2014年クリミア危機（2014ねんクリミアきき、ロシア語: Крымский кризис、ウクライナ語: Кримська криза、英語: 2014 Crimean crisis）とは、クリミア半島の帰属を巡ってロシアとウクライナの間に生じた政治危機である。この政治危機は、ヴィクトル・ヤヌコーヴィチ政権を崩壊させた2014年ウクライナ騒乱（マイダン革命）の後に生じたもので、クリミア共和国とセヴァストポリ特別市の一方的な独立宣言（クリミア共和国の成立）と、それに続くロシアによる編入宣言に至った。

## 背景

### ロシア帝国とソ連のクリミア支配まで
1783年にクリミア・ハン国がロシア帝国によって征服され、クリミア半島にロシア人、ウクライナ人等のスラブ人が入植し始め、旧クリミア・ハン国の多数派であったクリミア・タタール人の人口が徐々に減少した。この時代のクリミアはスラブ系民族やタタール人のほかにもギリシャ人・アルメニア人、ユダヤ人・ドイツ人などが暮らすロシア帝国内の多民族地域であり、20世紀まではロシア人は多数派にならなかった。クリミアはロシア帝国の時代にロシア・ロマン主義（en:Romanticism#Russia）の中心となり、ソビエト時代も保養地として人々を惹き付けた。
クリミアは1921年にクリミア自治ソビエト社会主義共和国となり、第二次世界大戦中にヨシフ・スターリンによるクリミア・タタール人の強制移住が行われ、同共和国が廃止される1945年までロシア・ソビエト連邦社会主義共和国の中で自治権を有した。
1954年、ニキータ・フルシチョフの指導下のソ連の主導でロシアのクリミア州からウクライナへの帰属替えが行われた（ロシアのクリミア州からウクライナへの移管）。当時はこれは取るに足らない「象徴的ジェスチャー」であった。なぜなら両国共に旧ソ連を構成する共和国であったためである。
ソ連が存在した最後の年である1991年の住民投票によって、1945年以前の自治が復活した。

2001年国勢調査によるクリミア半島の民族割合

### ソ連崩壊からウクライナ独立以降

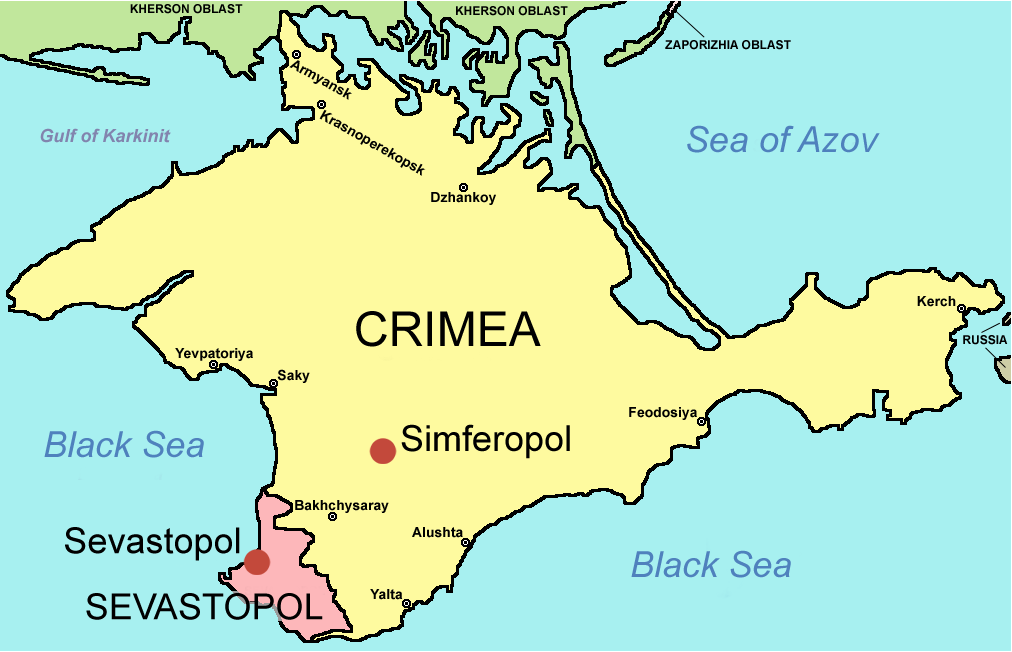
クリミア自治共和国を黄色に塗ったクリミア半島の地図

2008年、モスクワのユーリ・ルシコフ市長が黒海艦隊建設225年の式典で「クリミアの帰属変更は違憲」「セヴァストポリには軍事都市として独自の地位があった」と主張。これに対し、ウクライナ政府は「1997年のセヴァストポリ基地貸与契約によって帰属は明らか」と反論しルシコフのウクライナ入国を禁止すると共に、基地貸与契約を2017年で打ち切ることを検討し始めた。ウクライナはグルジアと共に2008年のNATO首脳会議で「将来の加盟」を約束されたが、ロシア下院はウクライナがNATO加盟への道筋を付けた場合は同国との友好条約を全て破棄すると圧力をかけていた。

## 事態の進行

### 親露派の伸張とロシア軍の展開
2014年2月23日、セヴァストポリの親露派住民が住民集会で、キーウからの如何なる指示にも従わないことを決議し、独自の「人民市長」を選出した。
2月26日には、親ロシアのコサック率いる数千人のデモ隊が、ウクライナ暫定政権を支持するイスラム教タタール人の同規模の勢力と衝突した。同日、ロシアのプーチン大統領はウクライナとの国境付近を含むロシア西部と中部での緊急軍事演習を命じた。
また同日、ウクライナ暫定政権はマイダン騒乱の際に市民を鎮圧した内務省治安部隊「ブルクート」を解散させた。元隊員は報復を恐れてキーウから逃亡、コサック達と共にクリミアとウクライナ本土を繋ぐ幹線道路に検問所を設置した。
2月27日には、クリミア自治共和国議会・政府本部を親露派武装集団が占拠した。彼らは実際にはロシア特殊作戦軍の部隊だったと推測される。同日に議会は、クリミアの自治権拡大の是非を問う住民投票を5月25日に実施すること、また投票で政権を親露派の議会に譲り渡すことを決めた。親ロシア派のアクショーノフがクリミア自治共和国の新首相に任命された。
翌2月28日、国籍マークを外した兵士たちがベルベク空軍基地に到着し、滑走路を封鎖した。同時にシンフェロポリにある空港も武装集団に占拠された。
3月1日にプーチン大統領は、ロシア系住民の保護を理由に、ウクライナへのロシア軍投入の承認を上院に求め、上院はこれを全会一致で承認した。
3月2日にウクライナ海軍のベレゾフスキー総司令官は親ロシア派に投降し、セヴァストポリにある海軍本部を明け渡した。彼は「クリミア海軍司令官」に任ぜられ、ロシアのクリミア併合の後はロシア黒海艦隊副司令となっている。
3月3日にはロシアがクリミアの駐留軍を増派し、ウクライナ軍に対し投降を求める最後通告を出した。3月5日までに、ロシア軍は籠城するウクライナ軍を降伏させることに成功し、大部分のウクライナ軍兵士はロシア軍で契約軍人となることに同意した。
3月7日にクリミア議会は、ウクライナからの分離とロシアへの編入を求める決議を採択し、ロシア連邦編入の是非を問う住民投票を同月16日に実施することも決めた。
3月10日にロシアはウクライナ海軍艦船の通行を妨害するため、3隻の船をドヌズラフ湖から黒海に通ずる海路に沈没させた。この間ロシアは掌握したケルチ海峡を往復する船を使って増援兵力の揚陸を継続した。12日にはクリミアとウクライナ本土を繋ぐ検問所を完全に封鎖し、15日にはS-300PS地対空ミサイル・システムを配備した。
3月16日にはロシア編入の是非を問う住民投票が行われ、編入支持が96.6％と圧倒的多数だった。これを受けて翌17日にクリミア議会はウクライナからの独立を宣言し、ロシアへの編入を承認した。またクリミア半島にあるウクライナの国有資産は全て、クリミアが国有化するとも宣言した。
3月25日にはロシア軍はクリミアにある193の駐屯地と停泊していた艦艇全てを掌握した。ウクライナ政府はクリミアに駐屯する部隊に撤退命令を出した。

### 「独立」宣言後
3月18日にロシアのプーチン大統領は、クリミアを独立国家として認める大統領令に署名した。また、21日にロシア上院は、クリミアを自国に編入する条約を満場一致で批准し、クリミアは「クリミア共和国」に、セヴァストポリは「セヴァストポリ連邦市」としてロシアの連邦構成主体（クリミア連邦管区）となった。
2018年5月15日にはロシア本土とクリミア半島を結ぶクリミア大橋の道路部分が開通し、プーチン大統領がトラックでこれを渡った。
2018年11月には、クリミア近海にいたウクライナ海軍艦艇3隻が、ロシア連邦保安局（FSB）の監視船に発砲・拿捕された（ケルチ海峡事件）。これを受けウクライナ政府は一部地域に30日間戒厳を導入した。

## 反応

### ウクライナ
過去3人のウクライナ大統領が、クリミア問題への干渉でロシアを非難してきた。抗議運動の始まりに際し、政変の最終的な受益者であるオレクサンドル・トゥルチノフはウクライナの一部に、分離の「深刻なリスク」があると警告した。2月27日、ウクライナ中央選挙委員会はそのような者に対して「法的な根拠の必要性が欠如しているので地域の住民投票は不可能だ」と主張した。
2月27日、ウクライナ最高議会議長オレクサンドル・トゥルチノフは「言語について」の新しい法律を発展させるよう指示した。新しいウクライナ首相アルセニー・ヤツェニュクは2月27日のマイデンでの演説で「ウクライナはあらゆる法的、憲法上の方策を国家の領土の完全な状態を保全するために使うであろう。クリミアは過去も現在も将来もウクライナの一部である！」と述べた。2月27日、ウクライナのMFAはMIDの声明の返答として、危機の覚書の合意の伴う不服従の責任はヤヌコヴィチ大統領にあると言明した。「ウクライナでは、危機の覚書の合意の重要性は2月21日に法的な大統領と反対派の指導者によって示され、ドイツ・フランス・ポーランドの要人によって証明され確約された。「これに関して、交渉にも参加したロシア代表がこの合意を試すことを拒否したことを失望と表現致します。終わりに、その要素が合意の実現のために合法的に選ばれたウクライナの大統領を拒否する理由の1つとなる事こそ、ウクライナ国内の安定化を目指すものになるかも知れません。」と文書にはある。
2月28日、ウクライナ最高議会はクリミアでの出来事の決議を採択した｡すなわち「ウクライナ最高議会は、ロシアのウクライナの国家主権及び領土の一体性を侵害の兆候を有する段階的手続きの停止を要求する。これにはウクライナの如何なる場所の分離の支援の拒絶も含む」
。ウクライナ最高議会議長オレクサンドル・トゥルチノフはユーリィ・イーリンをウクライナ軍参謀総長から解任した。2014年のウクライナ騒乱の間に、イーリンはキエフの抗議運動に反対する軍事作戦の準備をしたと報じられている。イーリンはセバストポーリの市長と面会する約束をした後心臓麻痺で倒れた。
クリミアの出来事のせいで、ウクライナ外務省はロシアとの二国間協議に入り、もしロシア側から返答が無い場合はブダペスト覚書の枠組みの中での多国間協議の準備がある事を指摘した｡ウクライナの検察当局はロシアに滞在しているヴィクトル・ヤヌコーヴィチの身柄引き渡しの事案を問題化するつもりであった。2月28日、外国のオブザーバーははロシアはヤヌコーヴィチの関係当局への身柄引き渡しをウクライナがクリミアに干渉しない事と引き換えにできないかと呼びかけた。2月28日、ウクライナ検察のオレフ・マフニツィキーは公式にロシアにヤヌコーヴィチの身柄引き渡しを求めた。
2月28日、右派セクターの指導者、ドミトロー・ヤロシは、クリミアに派遣されるべき武装部隊を設置する報告を非難した。右派セクターはこの難しい状況の活路はもっぱら政治的分野において見出されるものであり、軍事的手法の使用の無いものである。右派セクターは、ウクライナの一体性の保全すべき時にはウクライナのどの政党と非政府組織も争いを忘れ、連合すべきである事を希望している。「私たちはこの紛争を平和裏に解決するために政治家を助けるべきである」。
3月1日、ヤロシがドク・ウマロフに求めた最初の報告は、ウクライナのためにチェチェンの戦闘員がアルカーイダと協力したことを伝えた。しかし、それは後に彼のハッキングされたアカウントからの偽情報と発表された。
3月1日、ウクライナの暫定大統領は、セルゲイ・アクショーノフのクリミア最高会議議長任命はウクライナ憲法とクリミア自治共和国のそれに違法であると指摘した、大統領令に署名した。現職大統領と、2人の大統領経験者レオニード・クラフチュク、レオニード・クチマとヴィクトル・ユシチェンコは、ウクライナはハルキウ合意を放棄するように呼び掛けた。レオニード・クチマのプレスセンターは後にそのような声明を彼に代わり非難した。
3月1日、暫定大統領はウクライナ陸軍に総動員令をかけた。3月1日、ルハンスク州の会議は、「ベルクトゥ戦士の迫害を止め」、マイデンの自警団を武装解除させて、全ウクライナ連合「自由」及びUNA-UNSOのような多数の極右団体の迫害を禁止して、ロシア語を第2公用語の地位に昇格させる議決を行った。この件では当局が要求に応じることに失敗し、州会議は自ら「ロシアの同胞からの助けを求める権利」を保持したウクライナ中央検察庁はヴィクトル・ヤヌコーヴィチに対して、他の告訴に加えてウクライナ共和国憲法の秩序を打倒しようとした要求を理由に、新しい告訴を提起した。3月4日、キーウの地区行政はクリミア会議の議員に信頼ある議決は無いと考え、同会議の決定をアクショノフの会議議長任命と同様に取り消した。そして組織の設立とクリミアの地位と自治権の拡大と住民投票の実行を違法と宣言した。

#### クリミア

2001年国勢調査による、ウクライナにおけるロシア語母語話者の割合。

クリム港での作戦は2月27日には宙ぶらりんであった。クリミアのウクライナ人はキーウに、治安の回復と分離主義者の態度に関してロシアに影響を与えるクリミア人およびヨーロッパ人の保護を要請した。新しい閣僚会議の議長は、ヤヌコヴィチ大統領の支援と共にロシアの経済的援助を求めた。電話会談において、ヴォロディーミル・コンスタンティノフはネストル・シュフリチ (MP)にクリミアは権利の維持ではなく拡大を求めると説明した。前ウクライナ軍参謀総長のen:Yuriy Ilyinはセヴァストポリのウクライナ海軍病院に発熱で入院したと報じられた。クリミア政府の要人はヤヌコヴィチをウクライナの合法的な大統領とを認める宣言をし、クリミア議会の使節コンスタンティン・バカレフは「今日、ヤヌコーヴィチは合法的な大統領である」と言った。だが、彼は自分の発言にも懸念を示し、「社会の前で、彼が一度は率いた政党の前で、そしてクリミアの前で私達は彼の道徳的責任に疑問がある。」と述べた。

#### ヴィクトル・ヤヌコーヴィチ
2月27日の夜遅く、ヴィタリー・ザハルチェンコと共に大量殺人の容疑で指名手配されたままのウクライナ大統領ヴィクトル・ヤヌコーヴィチは
ロストフ・ナ・ドヌにジェット戦闘機の警護付で到着した。2月28日、彼は記者会見を開いた
。
この記者会見でヤヌコーヴィチは「クリミアは広範な自治権を保持してウクライナ国家の一部でなければならない。ウクライナの不安はキエフで起きた盗人の政変が引き起こした絶対的に中立の反応である。クリミアの人々はウクライナの民族主義者と盗人共には従わないだろう。」と述べた。

彼は軍事行動は「容認できない」と指摘し、更に彼はロシアに軍事介入を要求しなかった。
3月4日、ロシアのヴィタリー・チュルキン国連終身代表は3月1日にヤヌコーヴィチが署名した証拠文書の写しを示した。そこには彼はロシアの軍事介入を要求する旨が記されていた。

#### ロシアの主張への反論
ウクライナは、様々な場面により、ロシアによるクリミア編入を正当化する論理に反論している。在日ウクライナ大使館が2014年8月から9月にかけて日本語でFacebookとTwitterの公式アカウントでウクライナの立場を主に以下のように表明している。
- ロシア国史全体において（モスクワに関する初の記述は1147年）クリミア半島がロシア領であったのは171年間のみ（1783 - 1954年）。
- クリミア半島は、ロシア・ソビエト連邦社会主義共和国（ソ連時代）には33年間（1921 - 1954年）しか入っていない。ウクライナ・ソビエト連邦社会主義共和国への編入が行われてから、2014年時点で既に60年間、クリミア半島はウクライナ領土。
- 1954年のクリミア編入手続きは合法的に行われた（1954年6月2日のロシア・ソビエト連邦社会主義共和国議会で、ロシア共和国憲法とソ連憲法の間に齟齬がないことを満場一致で確認し、共和国構成主体について書かれたロシア共和国憲法第14条の変更に賛成、クリミア州の法的な離脱を確定）。
- 国際連合や欧州安全保障協力機構が行った様々な調査により、逆にロシア人の人権やロシア語話者の権利は守られていることが判明している。
- ウクライナの東・南部で実施された世論調査（2014年4月）によると、72 %の市民が、ロシア語話者の権利が奪われているとの意見に賛成しないと回答している。
- ロシア連邦大統領は、クリミア併合を決めたのは、「ウクライナの合法的なヤヌコーヴィチ大統領が追い出された（2014年2月22日）あと」とか「クリミアの住民がキーウのバンデラ政府に脅されたあと」、クリミアの住民への世論調査の結果を見て決めたと言っているが、アナリスト達は、クリミアの武力による占領の準備が数年前には始められていて、2013年秋 - 冬にかけての時期が、その準備の最終段階であったと説明している。証拠1：2013年12月28日、ロシア大統領が署名して、公の場でロシア領土の一体性を侵害するような言動の刑事責任を問えるようにする法律が作られたこと。証拠2：クリミア併合に直接関わった人物に授与されたロシア国防省のメダルに「2014年2月20日 - 3月18日クリミア回帰」と書かれており、ヤヌコーヴィチ大統領が国外逃亡する以前の日付にクリミア編入計画が始まったことが示唆されていること。
- ウクライナのクリミア自治共和国を含め一部の地域だけで住民投票を実施するのは、ウクライナ法に違反。ウクライナの「国民投票法」によると、一部地域だけで行う住民投票は規定されていない。クリミアや他の地域が住民の意志でウクライナから離脱することが法的に認められても、その住民投票を行う場合、国際法の観点から、以下3つのルールを守る必要あり。1：非軍事化（軍事力は、実施地域から排除されねばならない）。2：民主化（自由で民主的に意思表示を行うための条件が整えられなければならない）。3：非過激化（過激な武装勢力の活動は禁止されねばならない）。プロセスは全て国連の管理の下で行われなければならず、外国軍が占領している状態で実施された住民投票に、法的効力はない。クリミア自治共和国では、どの条件も満たされていなかった。クリミアでは、閣僚会議が違法に解散され、自称「政府」や「議会」が「住民投票」を決定・準備・実施し、その間、ロシア軍がずっと監視をしていた。ロシアは、ずっと「軍はいない」と主張していたが、「住民投票」が終わってから、プーチン大統領はロシア軍が活動していたことを自白。
- 「住民投票」の結果は、投票率がクリミア自治共和国で81.4 %、セヴァストポリで89.5 %、そしてロシアへの編入賛成は96.77 %・95.6 %であったと発表されたが、この数値は、ロシア連邦大統領直轄の市民社会・人権発展会議のサイトに短期間公開された情報で否定された。そのサイトで発表された情報では、「住民投票」に参加したのは、30 %以下で、その中の50 %程度の人が編入に賛成。「住民投票」をボイコットしたクリミア・タタール人の代表機関・メジュリスの調査では、投票したクリミア住民は30 - 40 %程であった。International Republican Institute（IRI）が2011年11月・2013年5月に行った世論調査では、クリミアのロシア併合を望むのは23 - 33 %、ウクライナに残ることに賛成するのは49 - 53 %であった。

また、ウクライナの主権と領土保全を誓約した1991年のCIS創設に関する協定や1997年のロシア・ウクライナ友好協力条約などロシアが締結してきた諸協定に反していることも指摘された。

### ロシア
ロシア下院のCIS問題担当委員会はレオニード・スルツキーを団長に、クリミア自治共和国の首都シンフェロポリを2月25日に訪問し、「もしクリミア自治共和国議会あるいは住民がロシアと一緒になるのを希望しているならば、ロシアはこのような要請を考える用意はある。私達は状況を調べて早急に手を打つ所だ」と述べた。彼らはまたロシアが参加するクリミア地域の住民自治投票に、その結果は「性急である」と考えていると言明した
。後にスルツキーはクリミアの報道陣によって、クリミアで住民のロシアとの連帯を獲得しようとしている過程を単純化したことに関して何の決断もないと誤解された。そして、「もしロシアの同胞が危険に曝されているなら、あなたは私達がそこを離れようとしない事を理解するでしょう」と加えた。2月25日のクリミアの政治家らの会議で、彼はヤヌコーヴィチは今尚ウクライナの合法的な大統領であると声明を出した
。
同日、ロシア下院は、「ロシア世界から離脱したくないウクライナのロシア人」がロシア人の連帯を獲得するための方策を決定したと発表した。2月26日、ロシア連邦大統領ウラジーミル・プーチンはロシア陸軍に「領空防衛、空挺団と長期輜重部隊に関与している中央軍管区のある第二陸軍司令同様に西部軍管区に警戒態勢に入るよう」命令を出した。報道の思惑にもかかわらず、ウクライナでのこれに対する反応に対しロシアの国防大臣セルゲイ・ショイグはウクライナの不穏な状況から離れた考えを述べた。
2月27日、ロシアの外務大臣は、黒海艦隊の認識における基本的な合意によりロシア側の暴力についての嫌疑を退けた。「装甲車両の全ての活動は基本的合意に応じて行われており、如何なる承認も要しない」。これはロシアの国防副大臣アナトリイ・アントノフによって支持された。
同日ロシアの公官庁はロシア市民権を付与することに関しての新しい法律案を出した。ロシア外務省は西側、特にNATOに「挑発的な声明を出すのを止め、ウクライナの中立的地位を尊重するように」求めた。
その声明でロシア外務省は、2月21日にドイツ・ポーランド・フランスの外務大臣が署名した「危機の解決の合意書」にはこの旨が記されているのに実行していないと主張した。 ロシアのウラジーミル・ルキンはそれに署名しなかった
)。
RIAノーボスチによれば公正ロシアがロシア下院においてロシア連邦加盟の手続きについて法改正に着手しているという。
2月28日のイタルタス通信によると、ロシア運輸省はウクライナとの間のケルチ海峡大橋建設計画の中止を話し合っているという。しかし、これは3月3日には、ドミートリー・メドヴェージェフ首相がケルチ海峡に沿った未決定の場所に橋を建設するために、ロシア高速道路公団(アヴトドル) の子会社の設立を認可している。
ロシアのSNSではウクライナ行の志願兵を募集する運動が起きた。
2月28日、ロシアのプーチン大統領はEUの要人に電話で「著しい暴力の増大を許さないことの大変な重大性とウクライナの正常化の必要性」を伝えた。
ロシア連邦院は、ロシアはロシア人と黒海艦隊の安全保障のためにクリミアで軍の限定的な分遣隊を派遣する事に賛成した
。
3月1日にはウクライナへの侵略に対してロシア連邦院ビルの隣で同盟罷業の脱落者が出ないよう監視していた5人が逮捕された。
3月2日、モスクワで2.7万人と見積もられる人々がロシアのウクライナ介入決定の支援をするために集まった。
同様にサンクトペテルブルクでは1.5万人が集まり、クラスノダールでは1.2万人が集まった 集会はロシア国営テレビに大きく注目されたが、これは政府公認のものであった。

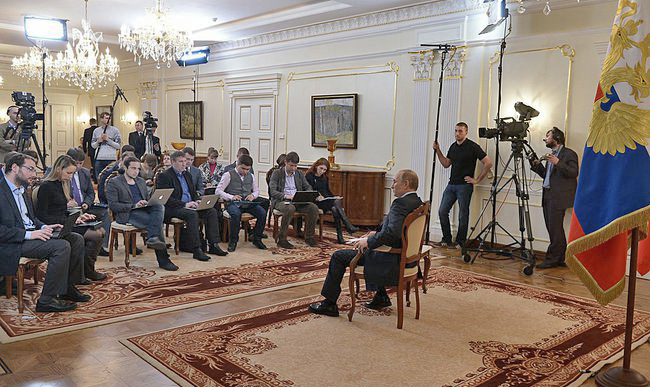
ロシアのウラジーミル・プーチン大統領（画面中央で椅子に座っている人物）は3月4日に報道陣に対し、キーウでの一連の出来事を「不法な政権転覆」と非難し、「モスクワはウクライナのロシア人を守る権利がある」ことを指摘した。記者からの「クリミアをロシアに併合するのか」という質問に「無い」と答えたが、2週間後にはクリミア併合を宣言する演説をクレムリンで行う。

同日およそ200人がモスクワのロシア国防省ビルでロシア軍の関与に反対し抗議集会を開いた。
約500人がモスクワのマネージュ広場に抗議のために集まり、ほぼ同じ数の人々が同じ理由でサンクトペテルブルクの聖イサク広場に集まった。
エカテリンブルクでも11人がロシアの関与に対する抗議デモをウクライナの国旗を持って行い、
同様にチェリャビンスクでも行われた。
軍事介入の反対はロックミュージシャンのアンドレイ・マカレヴィチによって表明された。彼は特に「あなたはウクライナとの戦争を望むのか?それはロシアのグルジア侵攻とは違う道をたどるだろう。広場(マイデン)の人々は強くなり、何のために戦うのかを知っている。祖国のため、祖国の独立のためだ。ロシアは静かな隣人、できれば友人として彼らと共に生きていかねばならない。しかしこの問題はウクライナがどう生きたいかにかかっている」
 。
モスクワ国際関係大学のアンドレイ・ズロフ教授は、「ヴェドモスチ」でロシアのウクライナ介入を批判する文章を寄稿したために世論の集中砲火を受けた。
3月4日、ロシア大統領府の記者団に対して、プーチン大統領は、もしウクライナで革命が起きたとすれば、それは「ロシアがあらゆる条約を締結していない新しい国」であるという、情勢に対する彼の見方を発表した。
彼は1917年のロシア革命を引き合いに出し、革命の結果ロシア帝国が滅び、それとは断絶した新しい国家が創設されたと述べた
。しかし彼は、ウクライナは過去からの代償を支払わなければならないだろうとも言った。
ロシアの政治家は、すでに14.3万人のウクライナ人の難民がロシアにいると主張した。
ウクライナ外務省はロシアで難民が増加しているという主張に反論した。
同日の簡易説明で、ウクライナ外務省の情報制作部の担当官イェフヘン・ペレビィニスは、ロシアはクリミアでの自国の行動を正当化するために国際社会に対してしているように、自国民を欺こうとしていると主張した。
2月19日には既にロシア外務省はユーロマイダン革命を「褐色の革命」と呼んでいた
。褐色は国家社会主義ドイツ労働者党（ナチ党）の突撃隊制服の色であり、ナチ党の権力掌握を意味している。
3月18日に、プーチンはクリミア自治共和国首相、クリミア自治共和国最高会議議長、セバストポリ特別市最高会議議長をモスクワ、クレムリンの議会に迎え、10か条からなる「クリミア及びセバストポリ特別市のロシア連邦加盟に関する条約」に調印した。ロシアの議員ら大勢の見守る中で4人が条約文書の調印を終えるとロシア連邦国歌が流れるという、ロシアの愛国心を煽る演出に、会場の興奮は絶頂に達した。その後プーチン大統領は「クリミアのロシアへの復帰」に関する演説をクレムリンで46分に及ぶ演説を行った。
プーチンは演説の中で「クリミアは古代ギリシャのケルソネソスのあった地でありウラジーミル1世が洗礼を受けた土地であり、これはクリミアが正教徒としてのルーシの固有の地である」と述べた。さらに「英雄都市セヴァストポリおよびバラクラバ、ケルチのようなロシアの歴史上の聖地がクリミアにあると同時に、ロシア人、ウクライナ人、クリミア・タタール人が共存してきた歴史を持つクリミアは多民族国家ロシアの縮図である」とクリミアとロシアの親和性を説明した。そしてプーチンは「ロシア革命後、スターリンによるクリミア・タタール人の強制移住を不正義と断じた。その後の1954年のフルシチョフによるクリミアのウクライナへの帰属変更は、ウクライナのホロドモールへの賠償として高級官僚の内輪で決められ実行された事で、住民の意志を反映したものではない」と批判した。続いて「1991年のソビエト連邦の崩壊で生まれた15の共和国は、独立国家共同体としてやがて収斂されると期待していたが、実現されないままクリミアは『一袋のジャガイモのように』ウクライナに渡されてしまった。その後ボリス・エリツィン政権下の経済的混乱の中でクリミアはロシアに復帰する話は立ち消えとなりウクライナに残留することとなった。1999年にプーチン政権が成立し、翌2000年に入りロシアはウクライナとクリミアと黒海の国境に関する交渉を行ったがはかばかしい結果は得られなかった。そのうちにウクライナの経済は悪化し、オレンジ革命が起こり、さらに2014年の騒乱で成立した新政府はロシア語を地方の公用語から外す『言語法』を出すという『排外主義的政策』に出た。これにクリミアのロシア系、クリミア・タタール系住民は決起し独立したのだ」と演説してウクライナの暫定政権を批判し、「クリミアの独立は正統であり、ロシアはこれを編入という形で受け入れたのは当然である」と言った。またプーチンは「ロシアのクリミア併合は西側によるコソボ独立のようなものであり、ユーゴスラビアのアルバニア人に許されたことが、ウクライナのロシア人とクリミア・タタール人にはなぜ認められないのか?かつてドイツ再統一の時にイギリスのマーガレット・サッチャーは反対しフランスのフランソワ・ミッテランは危惧を示したが、ロシアは誠実な対応をした。従ってドイツはクリミア編入によるロシア人の統合に理解を示してくれる筈だ」と皮肉を交えた。このように「クリミア編入は民族自決の原則に基づいたものであり、国際法と国連安保理が出した判例に則り行われたものである」と正統性を主張した。その一方で「コソボ問題ではNATOは空爆を行ったし、アラブの春ではリビアに武力行使をした、西側はロシアを批判出来る程国際法を順守して平和的な紛争解決をしてきたのか?否。西側の元締めであり、『コソボとクリミアは違う』とロシアに反論するアメリカ合衆国は、力を信奉する『アメリカ合衆国のみ特別だ』という『一国例外主義』を止めるべきだ」と、アメリカ合衆国以下西側諸国の民族問題の対応を批判し「ロシア程国際法を順守している国は無い」と言い放った。「ウクライナに対してはロシアは隣人としてウクライナの一体性を尊重する。政治的野心のために国を分断するウクライナの政治家とは違う」とも主張。しかし、ウクライナではNATO加盟も議論されていることに触れ、「セヴァストポリにNATOの艦船が停泊することをロシアは容認出来ない」と述べた。
3月20日、編入に関する条約が下院で批准され、21日には連邦院（上院）で批准され、クリミア・セバストポリはロシア領となった。

## 国際社会の反応

ロシアによる編入を認めないとする国際連合総会決議68/262への投票結果
賛成
反対
棄権
欠席
国連非加盟国・地域

2014年2月28日にウクライナは「ウクライナの領土保全を脅かすクリミア自治共和国における状況の悪化」を理由に国連安保理緊急会合の開催を求める訴状を提出した。この訴状を受けて3月15日には安保理会合が開催され住民投票を認めないよう国連加盟国に求める安保理決議案が採決されたが、この決議案はロシアの拒否権行使により否決された。そこで3月27日にこの安保理決議案とほぼ同趣旨の国連総会決議68/262が採決され、賛成100、反対11、棄権58（欠席24）で採択された。また、2014年のG8サミットの開催地はロシアのソチであったが、ロシア以外の7か国首脳は、同年3月のハーグの核安全保障サミットの合間にウクライナ情勢をめぐり緊急会議を開催し、7か国はソチのサミットに参加せず、代わりに6月にブリュッセルにおいてG7サミットを開催することを決定したと発表した。
- ウクライナ - ロシアによる編入は認めない立場で、3月20日には議会でクリミアは過去も現在も未来もウクライナの一部と宣言。3月19日には独立国家共同体(CIS)からの離脱や、ロシア人に対する入国ビザの発行拒否といった対抗措置を表明した[144]。また、国際連合に対し、クリミア半島を非武装地帯とする提案を行った[145]。
- アメリカ合衆国 - 3月18日、バラク・オバマ大統領は編入を非難[146]。20日にプーチン大統領の側近を制裁対象に加えるなど、新たな対露制裁を発表したが[147]、ウクライナにおける軍事行動への関与については否定[148]。
- イギリス - デーヴィッド・キャメロン首相は住民投票とそれに続くロシアによる編入を非難[149]。G8からのロシア除名も警告した[150]。
- ドイツ - アンゲラ・メルケル連邦首相は住民投票とそれに続くロシアによる編入を非難[149]。
- 中国 - 外交部の洪磊報道官は、各国の主権と領土保全を尊重するとし、対立を激化させる行動は避けるべきだとしてアメリカによる制裁強化を暗に批判。環球時報はロシア寄りの記事を掲載した[151]。
- トルコ - アフメト・ダウトオール首相は住民投票とそれに続くロシアによる編入を非合法として承認しない立場を表明[152]。また、チャヴシュオール外務大臣はロシアがクリミア・タタール人に関する約束を守っていないとして非難[153]。
- インド - マンモハン・シン首相はプーチン大統領に中立的立場を伝え、制裁にも加わらず[151]。
- 韓国 - ウクライナの主権、領土保全、独立は尊重されるべきとして、編入を非難する声明[154]。
- 日本 - 3月19日、安倍晋三首相は参議院予算委員会において、ロシアによるクリミア編入はウクライナの主権・領土の一体性を侵害するものとして非難。G7と連携し追加の制裁を行うと表明[155]。ビザ発給簡素化に向けた協議、投資や宇宙、軍事活動などに関連した締結交渉の開始を凍結するといった制裁措置を発表したが[156][157]、国内からは対応が弱いとの批判もある[158]。ウクライナ空軍中尉ナディア・サフチェンコ（英語版）がロシアに拘束された事件では、アメリカ、ドイツなどと共に解放を支援し、ウクライナから謝意を表明された[159]。

## その後
ロシアの実効支配下に置かれたクリミアではウクライナ国営のエネルギー企業や送電企業等の数々のウクライナ企業がロシア・クリミア共和国政府によって接収されている。
また、ロシアは2018年5月15日には本土・半島間のケルチ海峡をつなぐ道路部門のクリミア大橋を開通させ（2019年12月には鉄道部分が開通）、クリミアとロシアの経済的結び付きが強まった一方、アゾフ海に面するウクライナの港湾都市であり近隣に製鉄所を抱えるマリウポリの港からの大型輸送船の通行が不可能となり物品の輸送コストを上昇させている。
ウクライナ企業はロシアで裁判を起こしたがことごとく敗訴したため、2015年7月以降はウクライナ政府の支援を受けてハーグ国際司法裁判所に補償を求める調停を次々に申請した。1998年にロシア・ウクライナ政府間で調印された「投資保護条約」により、一方からでも国際調停を申請することが可能となっており、2018年にハーグ国際司法裁判所はウクライナ投資家・企業に対して億ドル単位の補償をロシア政府に命じている。